# Golden Globe 1951
L'8ª edizione della cerimonia di premiazione di Golden Globe si è tenuta il 28 febbraio 1951 al Ciro's Night Club di Los Angeles, California.

## Premi per il cinema
Vengono di seguito indicati in grassetto i vincitori. Ove ricorrente e disponibile, viene indicato il titolo in lingua italiana e quello in lingua originale tra parentesi.

### Miglior film drammatico
- Viale del tramonto (Sunset Blvd.), regia di Billy Wilder
- Cirano di Bergerac (Cyrano de Bergerac), regia di Michael Gordon
- Eva contro Eva (All about Eve), regia di Joseph L. Mankiewicz
- Harvey, regia di Henry Koster
- Nata ieri (Born Yesterday), regia di George Cukor

### Migliore Film promotore di Amicizia Internazionale
- L'amante indiana (Broken Arrow), regia di Delmer Daves
- La città assediata (The Big Lift), regia di George Seaton
- La prossima voce (The Next Voice You Hear...), regia di William A. Wellman

### Miglior regista
- Billy Wilder – Viale del tramonto (Sunset Blvd.)
- George Cukor – Nata ieri (Born Yesterday)
- John Huston – Giungla d'asfalto (The Asphalt Jungle)
- Joseph L. Mankiewicz – Eva contro Eva (All about Eve)

### Miglior attore in un film drammatico
- José Ferrer – Cirano di Bergerac (Cyrano de Bergerac)
- Louis Calhern – The Magnificent Yankee (The Magnificent Yankee)
- James Stewart – Harvey

### Migliore attrice in un film drammatico
- Gloria Swanson – Viale del tramonto (Sunset Blvd.)
- Bette Davis – Eva contro Eva (All about Eve)
- Judy Holliday – Nata ieri (Born Yesterday)

### Miglior attore in un film commedia o musicale
- Fred Astaire – Tre piccole parole (Three Little Words)
- Dan Dailey – Bill sei grande! (When Willie Comes Marching Home)
- Harold Lloyd – Meglio un mercoledì da leone (The Sin of Harold Diddlebock)

### Migliore attrice in un film commedia o musicale
- Judy Holliday – Nata ieri (Born Yesterday)
- Spring Byington – Amo Luisa disperatamente (Louisa)
- Betty Hutton – Anna prendi il fucile (Annie Get Your Gun)

### Miglior attore non protagonista
- Edmund Gwenn – L'imprendibile signor 880 (Mister 880)
- George Sanders – Eva contro Eva (All about Eve)
- Erich von Stroheim – Viale del tramonto (Sunset Blvd.)

### Migliore attrice non protagonista
- Josephine Hull – Harvey
- Judy Holliday – La costola di Adamo (Adam's Rib)
- Thelma Ritter – Eva contro Eva (All about Eve)

### Miglior interprete debuttante
- Gene Nelson – Tè per due (Tea for Two)
- Mala Powers – Cirano di Bergerac (Cyrano de Bergerac)
- Debbie Reynolds – Tre piccole parole (Three Little Words)

### Migliore sceneggiatura
- Joseph L. Mankiewicz – Eva contro Eva (All about Eve)
- Ben Maddow e John Huston – Giungla d'asfalto (The Asphalt Jungle)
- Charles Brackett, Billy Wilder e D. M. Marshman Jr. – Viale del tramonto (Sunset Blvd.)

### Migliore fotografia

#### Bianco e nero
- Franz Planer – Cirano di Bergerac (Cyrano de Bergerac)
- Harold Rosson – Giungla d'asfalto (The Asphalt Jungle)
- John Seitz – Viale del tramonto (Sunset Blvd.)

#### Colore
- Robert Surtees – Le miniere di re Salomone (King Solomon's Mines)
- George Barnes – Sansone e Dalila (Samson and Delilah)
- Ernest Palmer – L'amante indiana (Broken Arrow)

### Migliore colonna sonora originale
- Franz Waxman – Viale del tramonto (Sunset Blvd.)
- Bronislau Kaper – L'indossatrice (A Life of Her Own)
- Leith Stevens – Uomini sulla Luna (Destination Moon)

## Premi onorari

### Henrietta Award
- Il migliore attore del mondo: Gregory Peck
- La miglior attrice del mondo: Jane Wyman